# NGC 6331
NGC 6331 (również PGC 84830) – galaktyka eliptyczna (E), znajdująca się w gwiazdozbiorze Małej Niedźwiedzicy. Odkrył ją William Herschel 20 grudnia 1797 roku.
W źródłach nie ma zgody co do tego, który obiekt lub obiekty uznać za NGC 6331. Wynika to z tego, że w tym miejscu na niebie znajdują się w sumie trzy położone blisko siebie galaktyki, a Herschel widział w swoim teleskopie tylko jeden rozmyty obiekt. Duża część współczesnych katalogów (np. SIMBAD, NASA/IPAC Extragalactic Database czy HyperLeda) za NGC 6331 uznaje galaktykę PGC 84830 – najbardziej wysuniętą na wschód z tej trójki galaktyk. Według innych źródeł NGC 6331 to środkowa z tych trzech galaktyk, dwie galaktyki po wschodniej stronie (po lewej na zdjęciu obok), a nawet wszystkie trzy.
Te trzy galaktyki tworzą jeden system zanurzony we wspólnym halo i należący do gromady galaktyk Abell 2256.